# 1951 aux États-Unis
Pour des articles plus généraux, voir Chronologie des États-Unis et 1951.
Chronologie des États-Unis
- 1947
- 1948
- 1949
- 1950
- 1951
- 1952
- 1953
- 1954
- 1955

Cette page concerne des événements d'actualité qui se sont produits durant l'année 1951 du calendrier grégorien aux États-Unis.

## Gouvernement
- Président : Harry S. Truman
- Vice-président :
- Secrétaire d'État :
- Chambre des représentants - Président

## Événements
- Janvier : la restauration des contrôles gouvernementaux permet d’enrayer l’inflation aux États-Unis.
- 12 janvier : Federal Civil Defense Act. Retour de la conscription militaire, nécessaire devant les besoins d'effectifs  sur le terrain pour la guerre de Corée.
- 26 janvier : le sénateur Joseph McCarthy est nommé président de la commission sénatoriale d’enquête sur les activités anti-américaines dont il se sert comme d’une tribune pour sa propagande. Il fait régner sur l’État fédéral un incessant climat de terreur et de délation. L’Administration accepte des critères extraordinairement sévères pour la définition des « risques de sécurité » (Avril). Elle jette le doute sur elle-même en se voyant obligé de renvoyer des employés auparavant blanchis.
- 27 février : 22e amendement, limitant le nombre de mandats présidentiels à deux aux États-Unis.
- 5 avril : Ethel et Julius Rosenberg sont condamnés à la peine capitale pour espionnage[1]. Ils étaient accusés d'avoir livré des secrets atomiques à l'URSS. Ils seront exécutés en juin 1953. Campagne internationale de protestation en faveur des Rosenberg (1951-1953).
- 11 avril : Douglas Mac Arthur, qui s’est lancé dans une campagne publique contre la Maison-Blanche, est limogé. Il est accueilli triomphalement par l’opinion américaine.
- Mai : Opération Strangle : commencement de la campagne de bombardements stratégiques en Corée. L'opération durera 26 mois et impliquera plus de 1000 bombardiers B29 et B26. Près de 500 000 tonnes de bombes furent déversées essentiellement en Corée du Nord. Mais elle échoua à empêcher les forces sino-coréennes de repousser les troupes onusiennes à la frontière sud-coréenne.
- 1er septembre : Signature de l'ANZUS, alliance militaire entre les États-Unis, l'Australie et la Nouvelle-Zélande
- 8 septembre : pacte nippo-américain de sécurité. Le pays qui sert de base arrière pour l'armée américaine, est réindustrialisé en force pour faire face aux besoins militaires croissants de la guerre de Corée.
- 10 octobre : Mutual Security Act. Augmentation de l'aide militaire destinée aux pays alliés à 7,5 milliards de dollars.
- 20 octobre : Revenue Act. Nouvelle hausse de la fiscalité. Augmentation de 17 % de l'impôt sur le revenu. Hausse de 10 % de l'impôt sur les sociétés (qui passe à 50 %). Nouvelles taxes sur l'essence, l'alcool, le tabac et les automobiles. Cet accroissement de la fiscalité est rendu nécessaire face au coût de la guerre de Corée.

## Économie et société
- Accords entre le Mexique et les États-Unis prévoyant l’entrée légale d’un nombre annuel défini de travailleurs saisonniers mexicains aux États-Unis. Un million de Mexicains traversent illégalement la frontière durant cette période après-guerre.
- 8,7 % d'inflation.
- 49 milliards de dollars sont consacrés aux dépenses militaires
- 400 000 soldats américains présents en Corée
- 3,2 % de chômeurs
- Création de l'AIPAC.

## Naissances en 1951
- 30 janvier : Charles S. Dutton, acteur et réalisateur américain